# Холодний Яр. Інтро
«Холодний Яр. Інтро» — український документальний фільм, знятий Аліною Горловою. Прем'єра стрічки в Україні відбулася 18 липня 2016 року на Одеському міжнародному кінофестивалі. Фільм розповідає про урочище Холодний Яр та його історію.

## Виробництво
У квітні 2015 року фільм, на той час під назвою «Холодний Яр. Заповіт», отримав грант від Президента України у розмірі 120 550 гривень.
За словами режисера Аліни Горлової, на створення фільму її надихнула роман «Холодний Яр» Юрія Горліс-Горського та історія визвольного руху гайдамаків.

## Визнання
| Нагороди та номінації фільму «Холодний Яр. Інтро» | Нагороди та номінації фільму «Холодний Яр. Інтро» | Нагороди та номінації фільму «Холодний Яр. Інтро» | Нагороди та номінації фільму «Холодний Яр. Інтро» | Нагороди та номінації фільму «Холодний Яр. Інтро» | Нагороди та номінації фільму «Холодний Яр. Інтро» |
| Рік                                               | Кінопремія / Кінофестиваль                        | Категорія / Нагорода                              | Номінант                                          | Результат                                         |                                                   |
| ------------------------------------------------- | ------------------------------------------------- | ------------------------------------------------- | ------------------------------------------------- | ------------------------------------------------- | ------------------------------------------------- |
| 2016                                              | Одеський міжнародний кінофестиваль                | Найкращий український повнометражний фільм        | «Холодний Яр. Інтро»                              | Номінація                                         |                                                   |
| 2016                                              | Одеський міжнародний кінофестиваль                | Найкращий європейський документальний фільм       | «Холодний Яр. Інтро»                              | Номінація                                         |                                                   |